# Jamie Farr Owens Corning Classic
Le Jamie Farr Owens Corning Classic est un tournoi de golf féminin du LPGA Tour. Cette épreuve fut créée en 1984 et se dispute à Sylvania, ville située non loin de Toledo dans l'Ohio (États-Unis) en septembre. 

## Historique
Ce tournoi fut créé par l'ancien caddie de la PGA Judd Sullivan qui désirait installer une épreuve féminine dans sa ville natale, Toledo. Il contacta l'acteur Jamie Farr, également natif de la ville pour l'aider à trouver des sponsors. Le tournoi qui porte le nom de cet acteur organise une série d'évènements caritatifs ayant généré plus de 4,8 millions de dollars de bénéfices depuis 1984 pour les enfants du sud de l'Ohio et du nord du Michigan.
De 1984 à 1988, le tournoi se déroule au Glengarry Country Club. Depuis 1989, c'est le parcours du Highland Meadows Golf Club qui accueille le tournoi.
Le tournoi est précédé par deux autres événements : les juniors et les célébrités (tournoi pro-am).

## Dénominations
Au fil des différentes éditions, le tournoi a changé plusieurs fois de noms.
- 1984–1996 : Jamie Farr Toledo Classic
- 1997–2000 : Jamie Farr Kroger Classic
- 2001–2003 : Jamie Farr Kroger Classic Presented by ALLTEL
- 2004–2010 : Jamie Farr Owens Corning Classic Presented by Kroger
- 2012 : Jamie Farr Toledo Classic Presented by Kroger, Owens Corning and O-I
- 2013–2018 : Marathon Classic Presented by Owens Corning and O-I
- 2019–2021 : Marathon Classic Presented by Dana
- depuis 2022 : Dana Open Presented by Marathon

## Palmarès
| Année                                                                         | Joueuse             | Nationalité      | Score           | Au par | Écart    | Bourse ($) | Gagn. ($) |
| ----------------------------------------------------------------------------- | ------------------- | ---------------- | --------------- | ------ | -------- | ---------- | --------- |
| 2023                                                                          | .                   |                  | 00-00-00-00=000 | .      | .        | 1 750 000  | 262 500   |
| 2022                                                                          | Gaby López          | Mexique          | 67-70-66-63=266 | −18    | 1 coup   | 1 750 000  | 262 500   |
| 2021                                                                          | Nasa Hataoka        | Japon            | 61-69-64=194    | −19    | 6 coups  | 2 000 000  | 300 000   |
| 2020                                                                          | Danielle Kang       | États-Unis       | 64-67-70-68=269 | −15    | 1 coup   | 2 000 000  | 255 000   |
| 2019                                                                          | Kim Sei-young       | Corée du Sud     | 67-64-66-65=262 | −22    | 2 coups  | 1 750 000  | 262 500   |
| 2018                                                                          | Thidapa Suwannapura | Thaïlande        | 65-69-71-65=270 | −14    | Playoffs | 1 600 000  | 240 000   |
| 2017                                                                          | Kim In-kyung        | Corée du Sud     | 65-67-68-63=263 | −21    | 4 coups  | 1 600 000  | 240 000   |
| 2016                                                                          | Lydia Ko (2)        | Nouvelle-Zélande | 68-66-67-69=270 | −14    | Playoffs | 1 500 000  | 225 000   |
| 2015                                                                          | Chella Choi         | Corée du Sud     | 73-66-65-66=270 | −14    | Playoffs | 1 500 000  | 225 000   |
| 2014                                                                          | Lydia Ko            | Nouvelle-Zélande | 67-67-70-65=269 | −15    | 1 coup   | 1 400 000  | 210 000   |
| 2013                                                                          | Beatriz Recari      | Espagne          | 69-65-67-66=267 | −17    | 1 coup   | 1 300 000  | 195 000   |
| 2012                                                                          | Ryu So-yeon         | Corée du Sud     | 67-68-67-62=264 | −20    | 7 coups  | 1 300 000  | 195 000   |
| 2011 — Pas de tournoi : la ville a accueilli l'U.S. Senior Open en juillet    |                     |                  |                 |        |          |            |           |
| 2010                                                                          | Choi Na-yeon        | Corée du Sud     | 64-67-68-71=270 | −14    | Playoffs | 1 000 000  | 150 000   |
| 2009                                                                          | Yi Eun-jung         | Corée du Sud     | 68-66-61-71=266 | −18    | Playoffs | 1 400 000  | 210 000   |
| 2008                                                                          | Paula Creamer       | États-Unis       | 60-65-70-73=268 | −16    | 2 coups  | 1 300 000  | 195 000   |
| 2007                                                                          | Pak Se-ri (5)       | Corée du Sud     | 63-68-69-67=267 | −17    | 3 coups  | 1 300 000  | 195 000   |
| 2006                                                                          | Mi Hyun Kim         | Corée du Sud     | 68-66-67-65=266 | −18    | Playoffs | 1 200 000  | 180 000   |
| 2005                                                                          | Heather Bowie       | États-Unis       | 72-66-69-67=274 | −10    | Playoffs | 1 200 000  | 180 000   |
| 2004                                                                          | Meg Mallon          | États-Unis       | 66-69-74-68=277 | −7     | 1 coup   | 1 100 000  | 165 000   |
| 2003                                                                          | Pak Se-ri (4)       | Corée du Sud     | 69-67-64-71=271 | −13    | 2 coups  | 1 000 000  | 150 000   |
| 2002                                                                          | Rachel Hetherington | Australie        | 67-73-64-66=270 | −14    | 2 coups  | 1 000 000  | 150 000   |
| 2001                                                                          | Pak Se-ri (3)       | Corée du Sud     | 70-62-69-68=269 | −15    | 2 coups  | 1 000 000  | 150 000   |
| 2000                                                                          | Annika Sörenstam    | Suède            | 70-67-66-71=274 | −10    | Playoffs | 1 000 000  | 150 000   |
| 1999                                                                          | Pak Se-ri (2)       | Corée du Sud     | 68-69-68-71=276 | −8     | Playoffs | 900 000    | 135 000   |
| 1998                                                                          | Pak Se-ri           | Corée du Sud     | 71-61-63-66=261 | −23    | 9 coups  | 800 000    | 120 000   |
| 1997                                                                          | Kelly Robbins (2)   | États-Unis       | 67-64-67-67=265 | −19    | 8 coups  | 700 000    | 105 000   |
| 1996                                                                          | Joan Pitcock        | États-Unis       | 68-66-70=204    | −9     | 1 coup   | 575 000    | 86 250    |
| 1995                                                                          | Kathryn Marshall    | Écosse           | 67-71-67=205    | −8     | 1 coup   | 500 000    | 75 000    |
| 1994                                                                          | Kelly Robbins       | États-Unis       | 69-70-65=204    | −9     | Playoffs | 500 000    | 75 000    |
| 1993                                                                          | Brandie Burton      | États-Unis       | 68-66-67=201    | −12    | 1 coup   | 500 000    | 75 000    |
| 1992                                                                          | Patty Sheehan       | États-Unis       | 70-73-66=209    | −4     | 1 coup   | 400 000    | 60 000    |
| 1991                                                                          | Alice Miller        | États-Unis       | 69-66-70=205    | −8     | Playoffs | 350 000    | 52 500    |
| 1990                                                                          | Tina Purtzer        | Canada           | 67-72-66=205    | −8     | 4 coups  | 325 000    | 48 750    |
| 1989                                                                          | Penny Hammel (2)    | États-Unis       | 69-66-71=206    | −7     | 2 coups  | 275 000    | 41 250    |
| 1988                                                                          | Laura Davies        | Angleterre       | 69-70-69-69=277 | −11    | 3 coups  | 275 000    | 41 250    |
| 1987                                                                          | Jane Geddes         | États-Unis       | 71-73-69-67=280 | −8     | 2 coups  | 225 000    | 33 750    |
| 1986 — Pas de tournoi : la ville a accueilli le Championnat de la PGA en août |                     |                  |                 |        |          |            |           |
| 1985                                                                          | Penny Hammel        | États-Unis       | 72-69-72-65=278 | −10    | 1 coup   | 175 000    | 26 250    |
| 1984                                                                          | Lauri Peterson      | États-Unis       | 68-72-65-73=278 | −10    | 2 coups  | 175 000    | 26 250    |